# Momchil Karailiev
Momchil Karailiev (en bulgare, Момчил Караилиев) (né le 21 mai 1982) est un athlète bulgare, spécialiste du triple saut.

## Biographie
Il est finaliste mondial (2005 / 2006 / 2009), olympique (2008) et européen (2005). Il se classe 3e de la Finale mondiale à Thessalonique début septembre 2009 avec 17,18 m. Plus tôt dans la saison, il avait porté son record personnel à 17,41 m.
En 2015, il saute 16,75 m puis 17,05 m en 2017.
Le 21 juillet 2018, il remporte la médaille d'argent des championnats des Balkans 2018 de Stara Zagora avec 16,56 m, sa meilleure performance de la saison, derrière le Grec Dimítrios Tsiámis (16,67 m).

## Palmarès
| Date | Compétition                       | Lieu          | Résultat | Marque  |
| ---- | --------------------------------- | ------------- | -------- | ------- |
| 2005 | Championnats d'Europe en salle    | Madrid        | 5e       | 16,64 m |
| 2005 | Championnats du monde             | Helsinki      | 11e      | 16,70 m |
| 2006 | Championnats du monde en salle    | Moscou        | 9e       | 16,87 m |
| 2008 | Jeux olympiques                   | Pékin         | 11e      | 16,48 m |
| 2009 | Championnats du monde             | Berlin        | 9e       | 16,82 m |
| 2009 | Finale mondiale                   | Thessalonique | 3e       | 17,18 m |
| 2011 | Championnats des Balkans          | Sliven        | 1er      | 16,93 m |
| 2012 | Championnats d'Europe             | Helsinki      | 5e       | 16,77 m |
| 2016 | Championnats des Balkans          | Pitești       | 3e       | 16,24 m |
| 2016 | Championnats d'Europe             | Amsterdam     | 4e       | 16,65 m |
| 2017 | Championnats des Balkans          | Novi Pazar    | 1er      | 16,82 m |
| 2018 | Championnats des Balkans en salle | Istanbul      | 2e       | 16,27 m |
| 2018 | Championnats du monde en salle    | Birmingham    | 12e      | 16,14 m |
| 2018 | Championnats des Balkans          | Stara Zagora  | 2e       | 16,56 m |
| 2019 | Championnats d'Europe par équipes | Varazdin      | 3e       | 16,16 m |
| 2019 | Championnats des Balkans          | Pravetz       | 2e       | 16,42 m |

## Records
| Épreuve     | Épreuve   | Marque  | Lieu  | Date           |
| ----------- | --------- | ------- | ----- | -------------- |
| Triple saut | Plein air | 17,41 m | Sofia | 27 juin 2009   |
| Triple saut | En salle  | 17,16 m | Sofia | 4 février 2006 |